# Golden Globe Award/Beste Mini-Serie oder TV-Film
Der Golden Globe Award in der Kategorie Beste Mini-Serie oder TV-Film wurde erstmals 1972 vergeben. Es werden jeweils Produktionen des Vorjahrs ausgezeichnet. In unten stehender Tabelle sind die Preisträger nach dem Jahr der Verleihung gelistet.

## 1970er-Jahre
- 1972: The Snow Goose – Regie: Patrick Garland
- 1977: Die Entführung des Lindbergh-Babys (The Lindbergh Kidnapping Case) – Regie: Buzz Kulik
- 1978: …die keine Gnade kennen (Raid on Entebbe) – Regie: Irvin Kershner
- 1979: Was soll denn nur mit Vater werden (A Family Upside Down) – Regie: David Lowell Rich

## 1980er-Jahre
- 1980: Im Westen nichts Neues (All Quiet on the Western Front) – Regie: Delbert Mann
- 1981: Endstation Malibu (The Shadow Box) – Regie: Paul Newman
- 1982: Meet Bill – Regie: Bernie Goldmann und Melisa Wallack
0: Jenseits von Eden (East of Eden, Miniserie)
- 1983: Wiedersehen mit Brideshead (Brideshead Revisited) – Regie: Charles Sturridge und Michael Lindsay-Hogg
- 1984: Die Dornenvögel (The Thorn Birds, Mehrteiler) – Regie: Daryl Duke
- 1985: Something About Amelia – Regie: Randa Haines
- 1986: Das Juwel der Krone – Ans andere Ufer (The Jewel in the Crown, Miniserie)
- 1987: Trage deines Bruders Bürde (Promise) – Regie: Glenn Jordan
- 1988: Flucht aus Sobibor (Escape from Sobibor) – Regie: Jack Gold
0: Armes reiches Mädchen – Die Geschichte der Barbara Hutton (Poor Little Rich Girl: The Barbara Hutton Story) – Regie: Charles Jarrott
- 1989: Feuersturm und Asche (War and Remembrance, Miniserie)

## 1990er-Jahre
- 1990 – Lonesome Dove
- 1991 – Decoration Day
- 1992 – One Against The Wind
- 1993 – Frank Sinatra – Der Weg an die Spitze
- 1994 – Barbarians At the Gate
- 1995 – The Burning Season
- 1996 – Indictment: The McMartin Trial
- 1997 – Rasputin
- 1998 – George Wallace
- 1999 – From the Earth to the Moon

## 2000er-Jahre
- 2000 – Citizen Kane – Die Hollywood-Legende
- 2001 – Dirty Pictures
- 2002 – Band of Brothers – Wir waren wie Brüder
- 2003 – Churchill – The Gathering Storm
- 2004 – Engel in Amerika
- 2005 – The Life and Death of Peter Sellers
- 2006 – Empire Falls
- 2007 – Elizabeth I
- 2008 – Die Moormörderin von Manchester
- 2009 – John Adams – Freiheit für Amerika

## 2010er-Jahre
- 2010 – Grey Gardens
- 2011 – Carlos – Der Schakal
- 2012 – Downton Abbey
- 2013 – Game Change – Der Sarah-Palin-Effekt
- 2014 – Liberace – Zu viel des Guten ist wundervoll
- 2015 – Fargo
- 2016 – Wölfe (Wolf Hall)
- 2017 – American Crime Story
- 2018 – Big Little Lies
- 2019 – American Crime Story

## 2020er-Jahre
- 2020 – Chernobyl
- 2021 – Das Damengambit
- 2022 – The Underground Railroad
- 2023 – The White Lotus